# Aniwa
Aniwa è un'isola situata nell'Oceano Pacifico ed appartenente all'arcipelago di Vanuatu. Fa parte della Polinesia periferica.
L'isola, che ha una superficie di circa 10 km², fa parte della provincia di Tafea. È situata 30 km a nord-est di Tanna e 43 km a sud-est di Erromango.
Contrariamente alle altre isole di Vanuatu Aniwa non ha origine vulcanica: essa è infatti un'isola corallina; la sua massima altitudine è di circa 30 m s.l.m.
La località principale è chiamata Isavaï ed è situata sulla costa occidentale.